# The New European
The New European est un journal hebdomadaire britannique, « europhile », édité à partir du 8 juillet 2016, en réponse au référendum européen de 2016 au Royaume-Uni.
Il est destiné au lectorat représentant les Anglais qui avaient voté pour rester au sein de l'Union européenne, d'où son slogan original : « Le nouveau journal pop-up pour les 48 % »,. D'abord publié en version papier, il est ensuite passé en version exclusivement numérique.

## Éditeurs
D'abord propriété d'Archant, il a été annoncé début février 2021 qu'un consortium comprenant le fondateur Matt Kelly, l'ancien PDG du New York Times Mark Thompson et l'ancien rédacteur en chef du Financial Times Lionel Barber avait acquis le journal.

## Collaborateurs
Parmi les dizaines de collaborateurs du journal figurent par exemple :
- Tony Blair
- Richard Branson
- Nick Clegg
- Daniel Cohn-Bendit
- A. C. Grayling (philosophe anglais)
- Howard Jacobson
- Alan Sked
- Guy Verhofstadt

## Version papier du journal
Ce journal a été fondé et édité pendant les trois premières années et demie de son existence par Matt Kelly. Ce dernier était auparavant journaliste au Daily Mirror et au Local World.
Selon les propriétaires du journal, The New European devait initialement avoir une durée de vie initiale de quatre numéros, au-delà desquels la publication serait examinée semaine par semaine. À la veille de la troisième édition, le journal avait atteint son équilibre économique (vendu à environ 40 000 exemplaires).
Il a continué à être publié au-delà de son quatrième numéro, et son éditeur a affirmé en juillet 2019 qu'il continuait d'être rentable. Le tirage papier a ensuite diminué, passant en novembre 2016 à « environ 25 000 exemplaires » puis, en février 2017, à 20 000 exemplaires.
En mars 2017, Alastair Campbell est devenu le rédacteur en chef du journal des mois après avoir remporté les droits de série sur le cinquième volume de ses journaux sur le gouvernement de Tony Blair, qu'il a sérialisé durant trois semaines.
En mai 2017, il a déclaré qu'il ne comptait qu'un seul personnel permanent, pour environ 40 contributeurs.
Et en juillet le journal annonçait évoluer du format berlinois à un format compact.
En mai 2018, le journal a consacré un numéro entier au féminisme, provisoirement rebaptisé The New Feminist pour la circonstance. Ce numéro a été édité par Caroline Criado-Perez avec les contributions d'Helen Lewis, Samira Ahmed et Konnie Huq.
Le 29 mars 2019, date à laquelle le Royaume-Uni devait officiellement quitter l'Union européenne (sous l'égide de Theresa May), le journal a consacré une édition entière aux écrits de Will Self. L'essai de 25 000 mots a été illustré par Martin Rowson.

En septembre 2019, Kelly a annoncé qu'il promouvait Jasper Copping (auparavant rédacteur en chef adjoint du journal) au poste de rédacteur en chef, tout en assumant lui-même le rôle d'éditeur.
En février 2021, il a été annoncé qu'un consortium comprenant le fondateur Matt Kelly, l'ancien PDG du New York Times Mark Thompson et l'ancien rédacteur en chef du Financial Times Lionel Barber avaient racheté le journal à Archant.

## Version numérique
En novembre 2016, le journal a annoncé  s'apprêter à se concentrer sur des contenus numériques.
Six mois plus tard, en mai 2017, il a lancé son premier podcast qui attire désormais entre 10 000 et 15 000 auditeurs chaque semaine.
Le site Web combine maintenant des contributions du journal avec un contenu unique en ligne. Il affirmer avoir plus d'un million de pages vues par mois.

## Accueil

### Récompenses
En mars 2017, la Society of Editors a décerné au journal The New European le prix du président (chairman's award).
En mai 2017, The New European a remporté des prix aux British Media Awards annuels pour le lancement de l'année (médaille d'or), le produit imprimé de l'année (médaille d'argent), l'équipe de contenu de l'année (médaille de bronze) et  l'éditeur Matt Kelly a été nommé « pionnier de l'année »,.
En juillet 2017, le groupe Archant a remporté le prix du président de l'Association des éditeurs professionnels, avec le lancement de The New European.

### Polémiques
- En juillet 2016, à peine une semaine après le lancement du journal, la chaine privée Vice News qualifiait The New European de journal de « mauvais perdant », qui « n'est pas uni par un amour pour l'Europe, mais plutôt par un mépris pour les 52 % »[20].

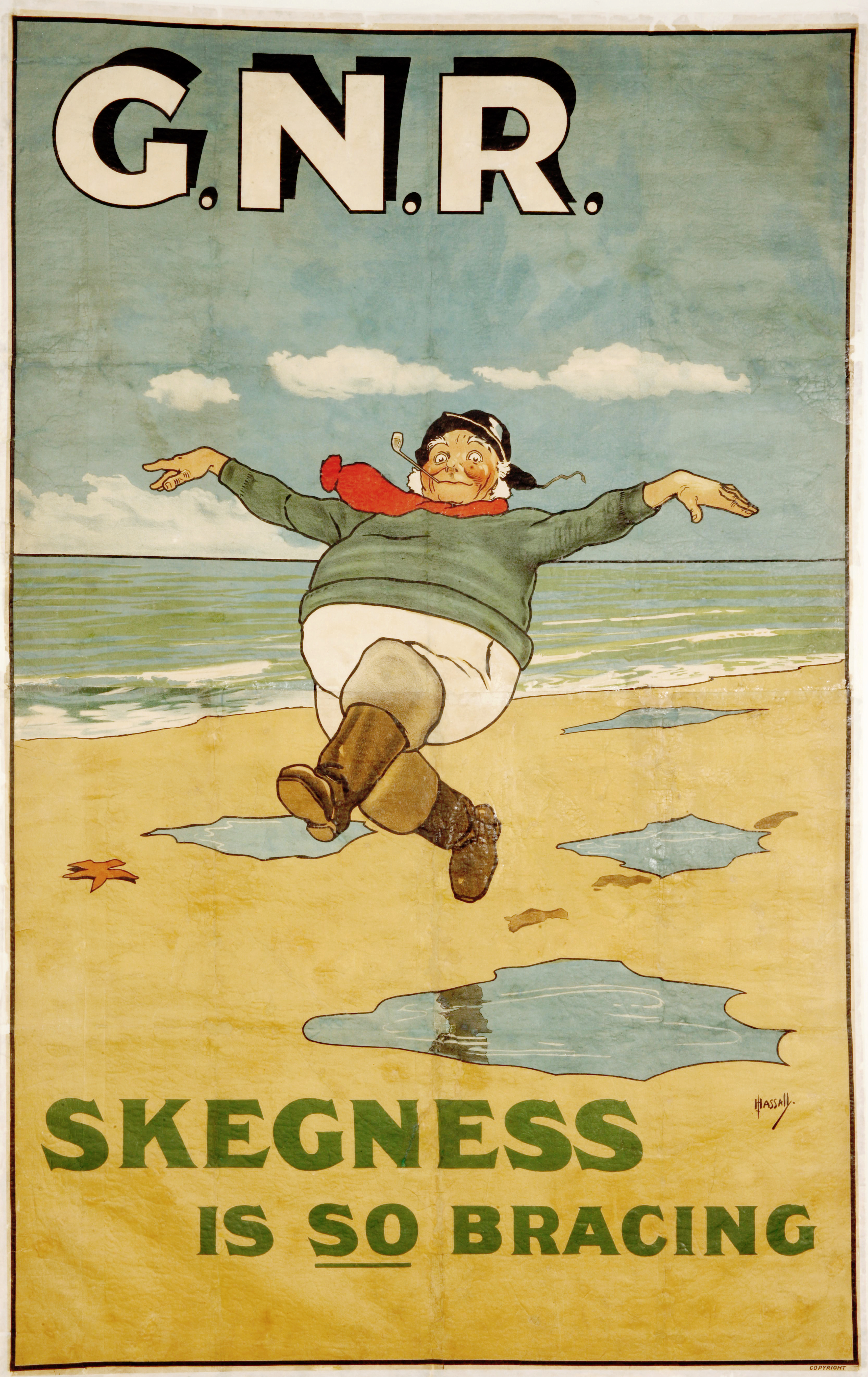
The Jolly Fisherman (affiche de John Hassall, de 1908,considérée comme l'une des publicités touristiques les plus célèbres d'Angleterre).

- En avril 2017, The New European a publié un communiqué de presse relatif à son article de couverture intitulé « Skegness : la ville balnéaire que le Brexit pourrait fermer ». Ce communiqué de presse évoquait l'opportunité de susciter un débat local sur les possibles effets du Brexit sur le tourisme ; il a été retiré par le journal qui a dit l'avoir envoyé par erreur et remplacé par un autre exemplaire (sans le commentaire). The Spectator a accusé Le Nouvel Européen de « troller » Skegness en se prétendant défenseur de l'unité et de la tolérance, mais n'ayant ici pas de scrupule à susciter la division dans les villes britanniques[22]. L'image de couverture reprenait le « Jolly Fisherman », illustration publicitaire commandée faite en 1908 par John Hassall (illustrateur) pour les Great Northern Railways, et considérée comme un modèle de ce genre publicitaire au Royaume-Uni[23]. Le journal I, tabloïd anglais se présentant comme politiquement neutre, a rapporté que les habitants de Skegness ont été « blessés et offensés » par l'utilisation de leur mascotte (le Jolly Fisherman) par The New European[24]. 
Matt Warman (député de Boston et Skegness) a déclaré que « ceux qui cherchent à remettre en cause l'Europe feraient mieux d'essayer de comprendre que d'insulter des individus ou des villes entières »[25].